# 涞灵战役
涞灵战役是1940年9月22日至10月10日期间，中国共产党领导八路军晋察冀军区对占据河北涞源—山西灵丘地区日本华北方面军驻蒙军一部发起进攻作战，属于中国抗日战争中百团大战第二阶段一部分。日军称之为察南南境反击作战。

## 战役背景
百团大战进入第二阶段後，按照计划应采取攻坚战，进攻日军据点和占领地区，巩固并扩大战果。
涞灵地区是联络八路军晋西北抗日根据地和平西抗日根据地的重要环节，日军对此地亦是非常重视，且黄土岭战斗八路军击毙日军“名将之花”阿部规秀后，独立混成第二旅团对杨成武的部队恨之入骨。新任的旅团长人见与一部署了一批已深入至晋察冀边区内部的据点。八路军展开此次战役的目的便是扫除这些据点，相机扩大根据地，达到巩固根据地的目的。

## 战前部署

### 日军方面
涞灵地区及其周边，驻有日本独立第二混成旅团和第26师团。独立第二混成旅团司令部驻张家口，步兵第四大队驻防涞源，步兵第三大队驻防蔚县、涿鹿，步兵第二大队驻防怀涞、延庆。日军第26师团司令部驻大同，第二大队驻防灵丘，第一大队驻浑源地区，第三大队驻防应县。两部分日军共计1500人，另有伪军1000人。
早在百团大战第一阶段八路军出击正太路时，涞灵地区的日军便有所察觉，各据点相继增加了兵力，仅涞源城兵力就增加到了500人，而城外的东团堡、三甲村等据点也增至百人左右。日军为了防范八路军的袭击，纷纷加固工事，储备粮食弹药，加强戒备。
但由于此前驻蒙军为防止傅作义的部队进攻，集结于包头、安北、固阳等地，直到20日因傅作义方面没有任何动静，接令撤回。而独立混成第二旅团的两个步兵大队和炮兵队的主力参加了上项作战，在八路军发动进攻时正在归途之中。加之汽车中队未归，通信线路被破坏等诸多因素，各据点守备部队不得不单独作战。

### 八路军方面
涞灵战役分两个阶段进行，第一阶段在涞源，第二阶段在灵丘。
军区部署此役设左翼、右翼和一个预备队。其中右翼由第1、2、3、20、25团，游击第1、3支队，第一军分区特务营和骑1团之一营组成，共15000人。杨成武任指挥，负责攻打涞源和周围据点、打敌增援和协助左翼相机夺取灵丘。左翼由第6、26团和察绥游击队组成，邓华任指挥，初期负责阻敌增援，其中第六团暂归右翼部队，掩护右翼攻城，后期配合右翼相机夺取灵丘并破坏周围据点。而预备队为冀中军区第18团，暂时驻扎在易县地区。二分区、军区教导团和冀中军区的一部都会相应配合行动。
此外，平西根据地的一个团会适时出现在巩山堡、桃花堡，阻该方向之援军，并相机收复附近据点。第二军分区第4团的主力机动于五台地区，负责日军阻击和牵制任务,并相机收复据点。挺进军第9团机动于杜家庄、谢家堡至巩山堡、桃花堡之间的石门子地区，阻援并在该地区开展工作。
接到部署后，右翼指挥杨成武因其对涞源一带十分熟悉，决定由1团攻涞源，2团攻三甲村，3团攻东团堡。前方指挥所设在三甲村附近的长城的一个烽火台中，可以清楚地把握涞源和三甲村的战况。此外，聂荣臻命令第20团、游击第1支队和特务营及六团截断蔚县、西河营至涞源的汽车路，并扫除线上据点，适时阻击此方向援军。上述构成右翼北路支队，由黄寿发、王道邦指挥。
早在命令下达前，9月初，右翼三团长邱蔚就派侦察员在日军东团堡据点强迫四周百姓看无声电影宣扬“大东亚共荣”和“王道乐土”的时候，混杂在老百姓中，摸清了日军的驻防情况和武器配备。
为策应此次涞灵战役，冀中军区在破坏沧石线、德石线、北宁线、津浦线等铁路的同时，还发动了任河大肃战役（指任丘、河间、大城、肃宁四县），箝制了冀中日军。八路军120师9月12日便下达了破坏同蒲铁路的作战计划以策应涞灵战役和榆辽战役。

## 战役经过

### 第一阶段
1940年9月22日20时，八路军向处在冀晋交界的涞灵地区的日军独立第二混成旅团及第26师守备部队发动进攻。

#### 强攻涞源城
22日夜，八路军右翼部队夺取了涞源县三处城关及外围两处据点，但由于缺乏有效的攻城武器，加上日军的顽强抵抗，未能攻破涞源县城。9月23日，八路军停止攻城，集中兵力进攻外围据点至25日（也有26日的说法），转而集中兵力进攻三甲村和东团堡的日军据点。（东团堡等据点的战斗在22日便已打响，23日是八路军集中兵力攻打据点）
1团在22日20时对涞源城发动了强攻，但日军反击猛烈，虽经一夜八路军夺得东关、西关和南关，但涞源大部分守军并未被消灭，他们退入城中防守。23日晨，八路军在先前夺得的三关与日军进行激战。杨成武命令代理团长宋玉琳坚守阵地，但可以原地待命，减少与日军接火，等待进一步部署。而后调1团3营支援三甲村，其余部队依旧围困涞源守军。

#### 东团堡战斗
东团堡位于涞源城东北，其据点战略地位重要，碉堡坚固，士兵训练有素，由日军独立混成第二旅团一个士官教导大队驻防，且与上庄、中庄、王喜洞、摩天岭等据点相呼应。3团自22日20时发动对东团堡的进攻，3营首先破坏日军据点外围的防御工事，用成捆的手榴弹消灭碉堡内的日军。2营因向导带错路未按时展开进攻。日军及时打开探照灯，反扑八路军的进攻。次日9时八路军攻占了西南的碉堡，2营抵达后占领了南侧的碉堡，撕开了日军防线，而日军报以猛烈的还击，甚至使用毒气弹，打退八路军多次进攻。23日夜，日军被迫收缩至核心工事继续反击。24日，9连先后打退突围日军的6次冲击，当日夜，团长邱蔚决定发动总攻。25日，在攻克日军的核心工事后，日军知逃离无望，故自焚以谢天皇。东团堡战斗日军一个教导大队除朝鲜籍翻译金井投靠八路军外，其余170余人被全歼，而八路军方面也付出了200余人阵亡的代价。
在这次战斗中，印度援华医疗队在巴苏华和柯棣华的率领下，赶到乌龙沟设立战地医疗站，负责抢救东团堡战斗负伤的八路军士兵。而周围的民兵也承担起运送伤员的任务。

#### 三甲村战斗
三甲村位于涞源以东，驻有日军和伪军150多人。2团在22日20时发动攻击，在日军的反扑下几进几出。23日，杨成武下令支援2团山炮，虽2枚炮弹均未打中，但吓跑了东山碉堡的守军，使八路军占领了三甲村四个碉堡中的两个（其中前一个是23日晨夺取的），且杨成武决定暂围涞源，主攻外围据点，故又调1团3营参战。两支队伍合力进攻下，攻克三甲村。歼灭80余人，俘70余人。而后又击退涞源方面一百多人的反扑。
9月28日，蔚县、涿鹿等地调来增援日军三千余人在飞机和火炮的掩护下逼近涞灵地区，对八路军攻城不利，故后者撤出战斗。10月1日，来援日军重新占领了先前被攻克的大部分据点。

### 第二阶段
军区总部令右翼队（缺第1、2团）主力集结于涞源以东及东南地区休养整理，并监视涞源日军，小部在东北地区活动，牵制涞源日军。第1团附山炮一门，炮弹三十发，外加一个迫击炮连和第2团归左翼对邓华指挥，集结于灵丘、唐县，限四日到达。
10月2日，依军区指令，邓华率左翼部队向灵丘、广灵靠拢，定于8日进攻涞源。7日，守备灵丘的日军第26师团独立步兵12联队联队长坂吉太郎获得了八路军欲攻灵丘的情报，便命令南坡头、抢风岭的日军出动寻找并攻击八路军，在当日夜于大安岭击退八路军右翼队，并于原地宿营。10月8日夜至9日晨，左翼部队乘两地兵力出动，攻克南坡头、抢风岭、青瓷窑等据点。同时，26团也攻入黄台寺。当日坂吉组织兵力抢回被八路军占领的据点，而6团3营袭击金峰店亦未果。而大同、平汉线方面的日军第110师团等日伪军向晋察冀根据地集中，有扫荡之势，10月10日，八路军主动撤出战斗。持续18天的涞灵战役至此结束。

## 結果
- 日伪军死伤1100余人，俘虏日军49人、伪军237人[16]。八路军缴获轻重机枪34挺，长短枪290余支，掷弹筒110具，子弹4.5万发及其他军需物资[17]。
- 八路军伤亡1419人[16]。

## 战后评价
晋察冀军区认为本次战役第一阶段未彻底完成原因如下：
1. 隐蔽企图很差，当八路军集中到指定位置后，日军已经察觉并作出了小规模的调动（如东团堡、三甲村、插箭岭），在攻击前已经做好了战斗准备，加固了据点。
2. 攻击时间过长。
3. 对交通的破坏很差，自九宫口来援日军仅用一天时间就行完半程。且在行途中除沿线据点偶有停留外，几乎不曾停留。

驻蒙军司令冈部直三郎中将对此次战役的感想如下：
1. 独立混成第二旅团各大队长在张家口开会，故在初期行动不利，又因汽车队未能及时赶回，增调兵力困难。
2. 各个守备队在民众工作方面，收集情报等方面的工作不足。
3. 前线防御设备不够完善。
4. 前线部队弹药储备不足，致部分部队在战斗第二天便弹药告急。
5. 对八路军的兵力估计过高，致使行动过于谨慎。

杨成武认为日军阵地设施工事配置适当，保密工作良好，且还击及反攻极为勇敢、坚决，防御可谓积极。日军巧妙使用集中火力特别是掷弹筒，发挥了相当威力；擅长白刃战，其体力、技术均较优，在最后即将被歼灭时，主动破坏武器及其它军用品。但日军兵力分散，只能单纯的防御，戒备不严，在八路军偷袭初期没有做好战斗准备，且夜间射击能力不如八路军。另外协同作战的伪军的战斗能力低下。
因东团堡战斗的失败，日军驻涞源警备司令小柴俊男作《大日本皇军驻东团堡守备队长恨歌》，被刻成石碑得以保留，最末一句“一死遗憾不能歼灭八路军，呜呼團堡壯烈肅然千古傳”。

### 脚注
1. ↑  杨成武、邓华为共产党员，虽八路军属国民政府的国军战斗序列，但由共产党实际控制。
2. ↑  . 湖南人. 2010-05-05  [2010-07-10] （中文）.[永久]
3. ↑  . 新华网. 2005-07-13  [2010-07-10]. （原始内容存档于2010-03-16） （中文）.
4. ↑  . Nifty.   [2010-07-10]. （原始内容存档于2009-06-03） （日语）.
5. ↑  《杨成武回忆录》 P604
6. ↑  《中国抗日战争大参考》P343
7. ↑  《中国革命战争纪实·抗日战争·八路军卷》P483
8. ↑  《华北治安战（上）》P315
9. ↑  《组织涞灵战役的作战命令》（1940年9月10日23时），详见《百团大战历史文献选编》P78
10. 1 2  《涞灵战役的攻击部署》（1940年9月17日），详见《百团大战历史文献选编》P80
11. 1 2 3 4 5 6  《中国革命战争纪实·抗日战争·八路军卷》p484-p490
12. 1 2  《中国人民解放军战役集成》p89-p90
13. ↑  《八路军抗战秘档全公开:中国抗日战争敌后战场备忘录·百团大出击（4）》 胡正 出版社:军事科学出版社
14. 1 2  《第二阶段涞灵战役中未彻底完成任务之原因及新部署》（1940年10月1日），详见《百团大战历史文献选编》P82-83
15. ↑  《华北治安战（上）》P319
16. 1 2  中国人民解放军军事科学院军事历史研究部. “百团大战·战役经过”, 中国抗日战争史（中）. 解放军出版社, 1994. ISBN 7-5065-2322-1
17. ↑  《中国人民解放军全史·中国人民解放军战斗战役总览（下）》P333
18. ↑  《华北治安战（上）》 P318
19. ↑  《冀西第一军分区司令部战斗详报》（1940年10月29日）详见《华北治安战（上）》 P332
20. ↑  《大日本皇軍駐東團堡守備隊長恨歌》行軍西征淶源縣，路越一嶺叫摩天。圍繞長城書萬里，西方遙連五台山。南到白石山更大，東與易周道開連。千山萬水別天地，座有雄岩紫荊關。察南邊境一沃野，小柴部隊此處觀。窺謀八路軍賊寇，中秋明月照山川。豐穰高粱秋風颭，敵匪踏破長城南。精銳傾盡楊成武，勢如破竹敵匪完。盤襲怒溝如惡鬼，我含笑中反攻然。慘復天地炮聲震，團堡一戰太悽慘。此處誰守井出隊，彼地攻誰老三團。敵賴眾攻新手替，我僅百餘敵三千。突擊不分晝與夜，決戰五日星斗寒。窮交實彈以空彈，遙望援兵雲霓端。萬勢休唯一自決，軍械刀槍化灰煙。遙向東天拜丹陛，燒書燒糧燒自己。高聲齊唱君之代，決然投死盤火裏。英魂遠飛靖國庭，壁書句句今猶明。一死遺憾不能殲滅八路軍，嗚呼團堡壯烈肅然千古傳。昭和十五年秋部隊長陸軍中佐從五位勛三等.小柴俊男作
21. ↑  《聂荣臻回忆录》（1986年解放军出版社） P503

### 书目
- 王清魁. . 北京平安里3号: 解放军出版社. 1987.统一书号：5158·124
- 陈浩良 王同乐 刘立勤. . 北京海淀区青龙桥: 军事科学出版社. 2000. ISBN 7-80137-315-4.
- 蔡仁照. . 北京市朝阳区安华西里一区13号楼2层: 京华出版社. 2001. ISBN 7-80724-128-4.
- 张明金 刘立勤. . 北京西城区地安门西大街40号: 解放军出版社. 2010. ISBN 978-7-5065-5773-3.
- 张文杰 郭辉. . 北京朝阳门内大街166号: 人民出版社. 2005. ISBN 978-7-01-005024-9.
- 杨成武. . 北京平安里3号: 解放军出版社. 1987.统一书号：10185·164
- 阮家新、秦飞、朱新雄、陈文渊、任德驹、高玉亭、张全明. . 北京平安里3号: 解放军出版社. 1991. ISBN 7-5065-1406-0.
- 日本防卫厅战史室 编，天津市政协编译组 译. . 天津人民出版社. 1986.“内部发行”